# Herbert Petersson

Herbert Petersson, 1917

John Kristian Herbert Petersson (* 21. Mai 1881 in Ålem, Gemeinde Mönsterås; † 13. Mai 1927 in Lund) war ein schwedischer Sprachwissenschaftler.

## Leben
Herbert Petersson studierte an der Universität Lund und wurde 1912 promoviert. Bereits 1911 Dozent für Indoeuropäische Sprachforschung, wurde er 1923 in Lund Professor. Seine zahlreichen wortgeschichtlichen Untersuchungen veröffentlichte er überwiegend als Aufsätze. Sein Forschungsschwerpunkt war die indoeuropäische Etymologie.

## Schriften
- Studien zu Fortunatovs Regel. Beiträge zur altindischen Laut- und Sprachgeschichte. Diss. Lund 1911
- Einige Tiernamen aus alten Farbenbezeichnungen. In: Beiträge zur Geschichte der deutschen Sprache und Literatur 40, 1915, S. 81–111
- Studien über die indogermanische Heteroklisie. Lund 1921